# Андріївка (Славгородська селищна громада)
Андрі́ївка — село в Україні, у Славгородській селищній територіальній громаді Синельниківського району Дніпропетровської області. Входить до складу Населення за переписом 2001 року становить 342 особи. 

## Історія
7 (20) листопада 1917 року, відповідно до Третього Універсалу Української Центральної Ради, увійшло до складу Української Народної Республіки.
До 2017 року орган місцевого самоврядування - Варварівська сільська рада.
12 червня 2020 року, відповідно до розпорядження Кабінету Міністрів України № 709-р від «Про визначення адміністративних центрів та затвердження територій територіальних громад Дніпропетровської області», увійшло до складу Славгородської селищної громади.
19 липня 2020 року, в результаті адміністративно-територіальної реформи та ліквідації   Синельниківського (1923—2020)району, село увійшло до складу новоутвореного Синельниківського району.

## Географія
Село Андріївка розташоване на правому березі річки Плоска Осокорівка, вище за течією на відстані 1 км розташоване село Осокорівка, нижче за течією на відстані 0,5 км розташоване село Олександропіль, на протилежному березі - село Тернівка (Запорізький район). Через село проходить автомобільна дорога М18 (E105).

## Населення

### Мова
Розподіл населення за рідною мовою за даними перепису 2001 року:
| Мова            | Кількість | Відсоток |
| --------------- | --------- | -------- |
| українська      | 328       | 95.91%   |
| російська       | 7         | 2.05%    |
| вірменська      | 6         | 1.75%    |
| інші/не вказали | 1         | 0.29%    |
| Усього          | 342       | 100%     |

## Релігія
В селі знаходиться Храм Святого Апостола Андрія Первозванного ПЦУ.

## Інтернет-посилання
- Погода в селі Андріївка [Архівовано 7 червня 2016 у Wayback Machine.]